# Jugador profesional de shōgi

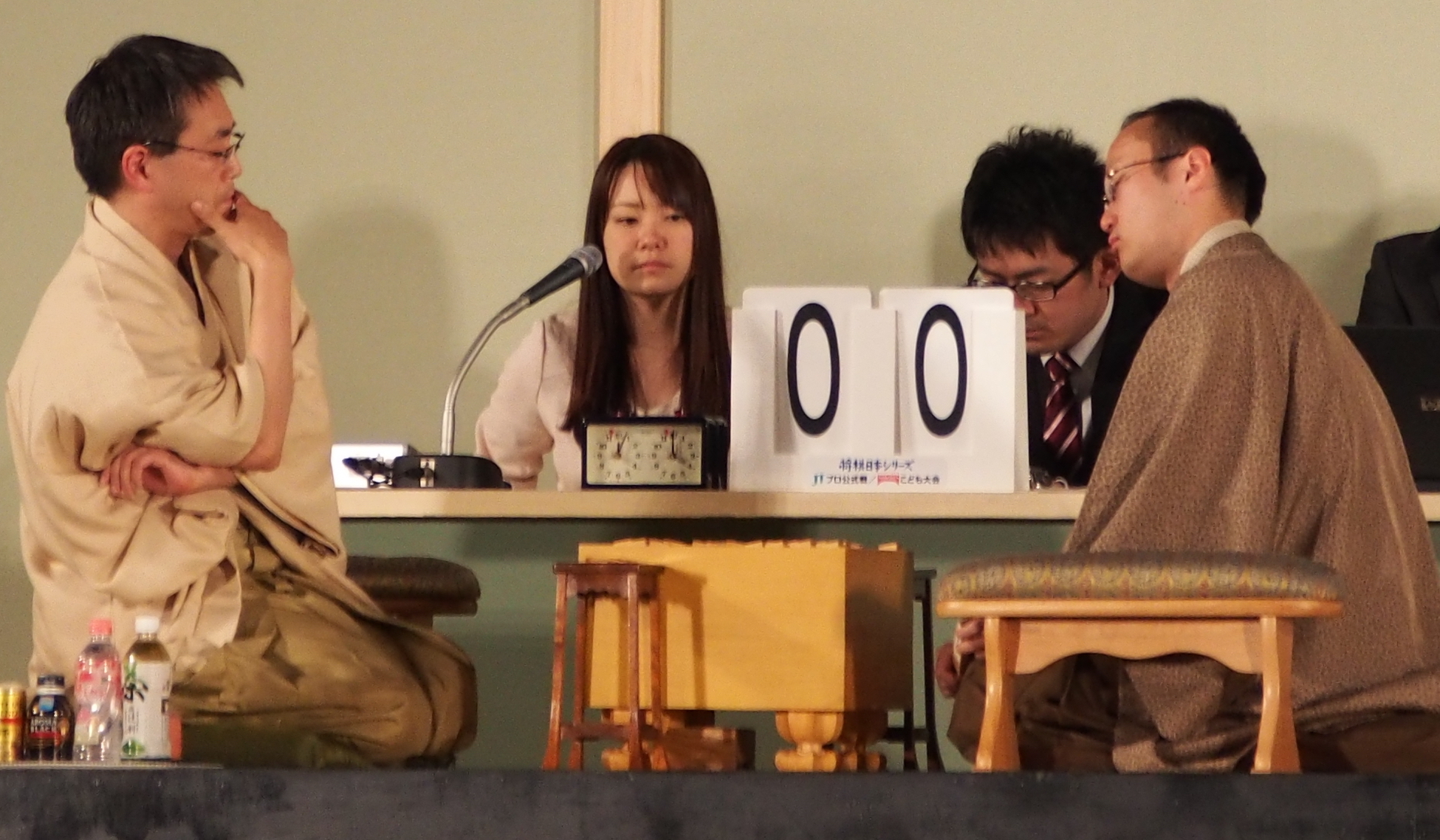
Jugadores profesionales de shogi, Yoshiharu Habu y Akira Watanabe, en 2014 con la jugadora profesional Aya Fujita como cronometradora y el (ex) aprendiz profesional Naoto Kawasaki como registrador.

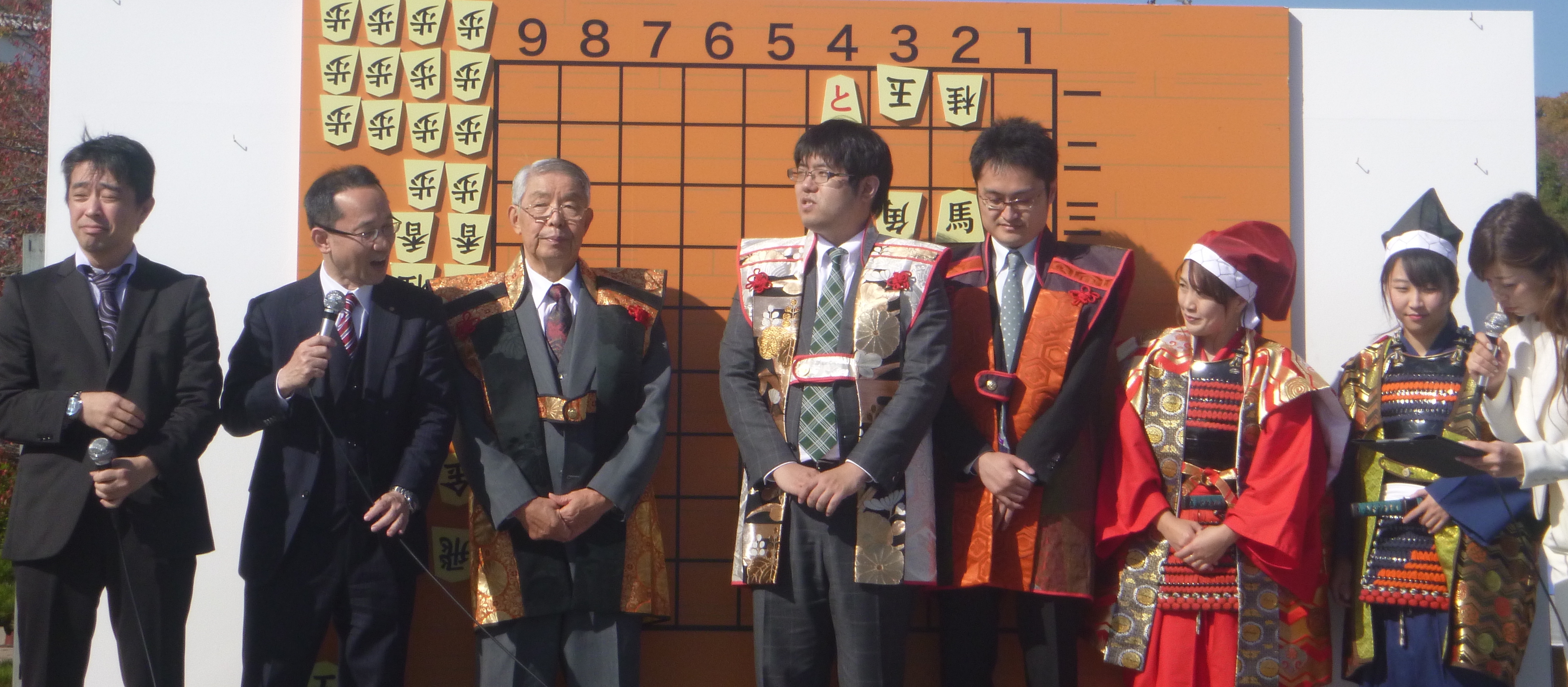
Jugadores profesionales de shogi en una partida de exhibición de shogi humano en Himeji, Japón en 2018. De izquierda a derecha: Toshiaki Kubo, Keita Inoue, Masakazu Wakamatsu, Tetsurō Itodani, Akira Inaba, Shinobu Iwane y Rei Takedomi.

Un jugador profesional de shogi (将 棋 棋士shōgi kishi o プロ棋士 puro kishi, "jugador profesional") es un jugador de shogi que suele ser miembro de un gremio profesional de jugadores de shogi. 
Hay dos categorías de jugadores profesionales: profesional regular y profesional femenina. Todos los jugadores profesionales regulares de shogi son miembros de la Asociación Japonesa de Shogi (JSA). Sin embargo, solo los jugadores profesionales regulares, todos varones, se consideran miembros en pleno derecho. Las jugadoras profesionales femeninas pertenecen a grupos distintos a los de los jugadores profesionales regulares. En japonés, el término 棋士 (kishi) solo se refiere a los jugadores profesionales regulares, excluyendo a las profesionales, que se conocen por el nombre de  女流 棋士 (joryū kishi o jugadora femenina).

## Historia
Durante el período Edo (1603-1868), el shogi seguía un sistema iemoto (escuelas lideradas por un gran maestro) centrado en tres familias (escuelas): las escuelas Ōhashi (principal), Ōhashi (rama) e Itō. Títulos como el de Meijin eran hereditarios y solo podían poseerlos miembros de estas tres familias. Estas tres escuelas recibían soporte del shogunato Tokugawa y, por lo tanto, controlaban el mundo del shogi profesional hasta 1868, cuando tuvo lugar la Restauración Meiji . Para cuando el octavo y último director de la escuela Itō y undécimo Meijin hereditario, Sōin Itō, murió en 1893, la influencia de las familias había disminuido a un punto tal que no tenían ya ningún poder real.
La forma más antigua de la  Asociación Japonesa de Shogi (JSA, por sus siglas en inglés) se fundó el 8 de septiembre de 1924 como la Tokyo Shogi Federation (東京将棋連盟, tōkyō shōgi renmei) más tarde rebautizada como la Asociación Japonesa de Shogi (日本将棋連盟, nihon shōgi renmei) .

## Clasificación
Todos los jugadores de shogi son ranqueados en un sistema de dan. En el sistema actual, los jugadores aprendices se hacen profesionales cuando alcanzan el rango de 4-dan. Los aprendices que aspiran a convertirse en profesionales están ranqueados entre el 6 kyū y el 3-dan. Los rangos de dan amateur y profesional no son equivalentes, siendo los rangos de 3- a 5-dan amateur aproximadamente equivalentes al 6-kyū de aprendiz profesional, y los de 2- a 4-dan amateur equivalentes aproximadamente al 2-kyū profesional femenino.
A diferencia del ajedrez occidental, los jugadores de shogi no tienen puntuaciones Elo oficiales, si bien los fanáticos del shogi calculan a veces puntuaciones Elo no oficiales. Mientras que las puntuaciones Elo pueden aumentar o disminuir, los jugadores que alcanzan un determinado dan nunca descienden a un dan inferior. De esta manera, puede pensarse en el sistema de dan como un indicador de peldaños de rendimiento alcanzados o similares en algún sentido al rango Elo máximo que se usa en el ajedrez occidental. 
Aparte del sistema dan, los jugadores también son clasificados de acuerdo con sus resultados en el torneo de clasificación del Meijin. Su desempeño en el torneo de clasificación también puede afectar su clasificación en el sistema dan. A diferencia del sistema dan, un jugador puede descender a una clase de torneo de clasificación Meijin más baja (así como ser ascendido). 

### Ascenso
Los profesionales regulares (kishi) se clasifican de 4 a 9 dan. Todos los nuevos profesionales comienzan en 4-dan y posteriormente son ascendidos según los criterios establecidos por la JSA. Existe un sistema similar para las mujeres profesionales que tienen su propio sistema de clasificación separado de 2-kyū a 6-dan. Satisfacer uno de los criterios requeridos es suficiente para el ascenso. La junta directiva de la JSA también puede ascender a los profesionales en activo por obtener resultados ejemplares, etc. cuando lo considere apropiado, y luego de su retiro oficial en consideración a su número de años en activo, etc.
| Rango | Criterios |
| ----- | --- |
| 4-dan | - Ganar o terminar en 2.º lugar (sin que haya empate) en la Liga de Aprendices de 3-Dan - Obtener 2 puntos de ascenso en la Liga de 3-Dan |
| 5-dan | - Ganar 100 partidas oficiales - Ganar un torneo abierto a todos los profesionales - Convertirse en el retado oficial a un gran título - Ascender a la Clase C1 de Meijin - Ascender dos veces consecutivas en partidas clasificatorias del Ryūō o ganar en tres grupos clasificatorios del Ryūō |
| 6-dan | - Ganar 120 partidas oficiales desde el ascenso a 5-dan - Ganar un torneo abierto a todos los profesionales desde el ascenso a 5-dan - Convertirse en retador oficial a un gran título desde el ascenso a 5-dan - Ser ascendido veces consecutivas en las partidas clasificatorias del Ryūō o ganar tres grupos clasificatorios del Ryūō desde el ascenso a 5-dan - Ascender a la Clase B2 del Meijin - Ascender al grupo clasificatorio 2 del Ryūō |
| 7-dan | - Ganar 150 partidas oficiales desde el ascenso a 6-dan - Ganar un torneo abierto a todos los profesionales desde el ascenso a 6-dan - Ganar un gran título - Ascender a la Clase B1 del Meijin - Convertirse en el retador del título Ryūō - Ascender veces consecutivas en grupos clasificatorios del torneo del Ryūō o ganar tres grupos clasificatorios del Ryūō ranking desde el ascenso a 6-dan - Ascender al grupo clasificatorio 1 del Ryūō |
| 8-dan | - Ganar 190 partidas oficiales desde el ascenso a 7-dan - Ganar dos grandes títulos - Ascender a la Clase A del Meijin - Ganar el título de Ryūō |
| 9-dan | - Ganar 250 partidas oficiales desde el ascenso a 8-dan - Ganar tres grandes títulos - Ganar el título de Meijin - Ganar el título de Ryūō dos veces |

| Rango              | Criterios |
| ------------------ | --- |
| 3-kyū              | Estatus profesional provisional de la mujer basado en los resultados obtenidos en el entrenamiento del juego en grupo . Un jugador que haya sido ascendido al Grupo C1 y haya jugado al menos 48 partidos oficiales puede solicitar el estatus profesional provisional y el rango de 3-kyū; sin embargo, deben cumplir con uno de los criterios de promoción de 2-kyū o superior en un período de dos años o se revocará su estado provisional. Un jugador que pierde su estado provisional puede regresar al Grupo C2. Las mujeres amateurs menores de 27 años que lleguen a los cuartos de final de un torneo oficial femenino también pueden solicitar el estatus profesional provisional; sin embargo, deben hacerlo dentro de las dos semanas posteriores al resultado o perderán el derecho a hacerlo. Sin embargo, pueden repetir el proceso hasta tres veces. Los jugadores que aún se consideran menores de edad deben tener el consentimiento de sus padres o tutores para postularse. Los jugadores que pertenecen a la JSA deben tener un jugador profesional como patrocinador; aquellos sin patrocinadores tendrán un período de gracia de seis meses antes de perder el derecho a solicitar el estatus provisional. |
| 2-kyū              | 3-kyū:- Obtener un número de victorias igual al número de torneos oficiales participados en un período de un año - Obtener un porcentaje de victorias del 75% o más en torneos femeninos oficiales en un período de dos años - Avanzar a las semifinales de la Copa Challenge Yamada Femenina Amateurs:- Ser promovida al grupo de entrenamiento B2 - Ser aceptada al grupo de entrenamiento B2 o superios - Ganar la Copa Challenge Yamada Femenina - Avanzar a cuartos de final de la Copa Kurashiki Tōka - Avanzar a cuartos de final del torneo Ōza principal femenino - Avanzar a cuartos de final del Abierto femenino Mynavi principal - Avanzar a cuartos de final del torno Ōshō femenino |
| 1-kyū              | - Ganar 30 partidas oficiales desde la promoción a 2-kyū - Ganar al menos 50% (7 or más victorias) del total de partidas oficiales jugadas en el período de un año desde la promoción a 2-kyū - Avanzar a la final de la Copa Challenge Yamada Femenina - Avanzar a los cuartos de final de la Copa Kurashiki Tōka - Ser promovida a la Liga Ōshō femenina - Ser promovida a la Liga Ōi femenina - Avanzar a la final del torneo preliminar de la Liga Meijin femenina League - Avanzar al torneo principal del Ōza femenino - Avanzar al torneo principal del Abierto Mynavi femenino |
| 1-dan              | - Ganar 50 partidas oficiales desde la promoción a 1-kyū - Ganar al menos 50% (7 o más victorias) del total de juegos disputados en el período de un año desde la promoción a 1-kyū - Ganar la Copa Challenge Yamada femenina - Avanzar a semifinales de la Copa Kurashiki Tōka - Avanzar a semifinales del torneo Ōshō femenino - Evitar relegación de la Liga Ōi femenina - Ser promovida a la Liga Meijin femenina - Avanzar a semifinales del torneo Ōza femenino - Avanzar a semifinales del torneo principal del Abierto Mynavi femenino |
| 2-dan              | - Ganar 60 partidas oficiales desde la promoción a 1-dan - Ser retadora a alguno de los grandes títulos femeninos |
| 3-dan              | - Ganar 90 partidas oficiales desde la promoción a 2-dan - Ganar un gran título femenino |
| 4-dan              | - Ganar 120 partidas oficiales desde la promoción a 3-dan - Ganar tres grandes títulos |
| 5-dan              | - Ganar 150 partidas oficiales desde la promoción a 4-dan - Ganar siete grandes títulos |
| 6-dan (y superior) | Reservado para mujeres profesionales que han logrado resultados ejemplares a lo largo de su carrera según lo determinado por la junta directiva de JSA |

## Jugadores profesionales

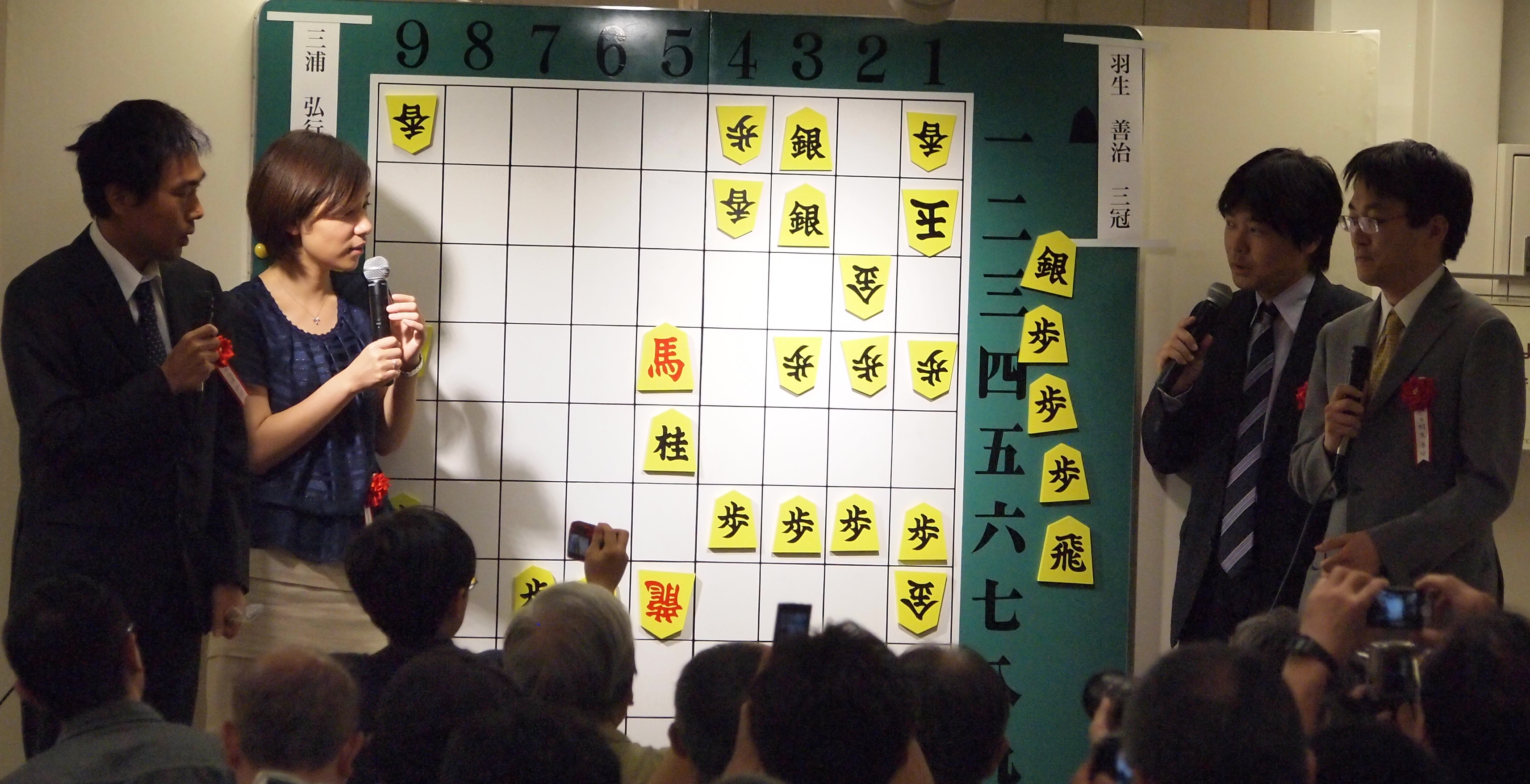
Jugadores profesionales de shogi Hiroyuki Miura, Rieko Yauchi (profesional femenina), Takeshi Fujii y Yoshiharu Habu (de izquierda a derecha) en 2013.

Los jugadores profesionales de shogi de la JSA (正規 棋士 seiki kishi o 棋士 kishi) se clasifican de cuatro a nueve dan. Los jugadores reciben un salario mensual de acuerdo con su rango, así como dinero por partidas con base en su desempeño, que históricamente proviene en su mayoría de conglomerados de medios de comunicación a cambio de derechos exclusivos de publicación. Además, los jugadores populares también pueden obtener ingresos por enseñar, publicar, aparecer en los medios, etc. Para agosto de 2019, había 167 profesionales en activo.
El Grupo de Jugadores Profesionales de Shogi es una organización voluntaria que opera con la JSA y está formada por todos los profesionales regulares actuales y algunas profesionales femeninas de la JSA. Fue fundado en 2009 y ayuda a organizar eventos diseñados para promover la propagación del shogi, así como para fomentar el entrenamiento y profesionalismo entre los profesionales del shogi.

### Sistema de grupo de entrenamiento
La JSA ofrece grupos oficiales de "entrenamiento" o de "estudio" (研修 会 kenshūkai) en Tokio, Osaka, Nagoya y Fukuoka, donde jóvenes jugadores aficionados prometedores pueden jugar partidas instructivas contra profesionales del shogi, así como juegos de clasificación oficial contra otros jugadores de fuerza similar. Estos grupos están abiertos a todos los jugadores y jugadoras clasificados en dan-amateur y que tengan 20 años o menos (25 años para las mujeres que deseen convertirse en profesionales femeninas. En este caso, se requiere un maestro) y que logren aprobar el examen de ingreso y pagar la matrícula requerida y otros honorarios. Los jugadores son divididos en siete grupos de S a F según la fuerza de su juego: S es el grupo superior, mientras que la fuerza de un jugador típico del Grupo F generalmente se considera la de un 2-dan amateur. Cada grupo se divide a su vez en dos subgrupos, 1 y 2, en los que el ascenso o descenso de un grupo o subgrupo a otro se determina por resultados reales del juego. Las jugadoras y jugadores que se desempeñen a niveles altos en los grupos superiores pueden calificar para ingresar a la Escuela de Aprendices (para el Grupo S o A2, según la edad) o al estatus profesional femenino provisional (para el Grupo C1) si cumplen algunas condiciones adicionales.

### Sistema de aprendices
Aficionados fuertes que quieran convertirse en profesionales deben ser aceptados en la Escuela de Aprendices de la JSA (新 進 棋士 奨 励 会 shinshin kishi shōreikai). Los aprendices profesionales se ranquean inicialmente entre los niveles de 6 kyū y 3 dan con base en sus resultados en el examen de ingreso a la escuela de aprendices o su desempeño en ciertos torneos aficionados. Los aprendices son guiados a través de este sistema por un maestro (師 匠 shishō) — un profesional activo que actúa como su patrocinador y profesor— y son promovidos o degradados de rango según su desempeño.
Los jugadores que ascienden de rango exitosamente hasta el 3-dan participan en la Liga de 3-dan (三段ーグ san-dan riigu). Esta liga se juega dos veces al año y los dos primeros clasificados de cada liga son ascendidos a 4-dan, ganando así el estatus profesional. La Liga de 3-dan se creó en 1987 con un límite inicial de cuatro jugadores que calificaban para la promoción de 4-dan, esto debido a la preocupación de que el promedio de cinco a seis nuevos profesionales cada año estuviera diluyendo la calidad del grupo profesional.
Aficionados de cualquier género pueden solicitar la entrada a la escuela de aprendices, pero deben ser promovidos a 1-dan para la edad de 21 años y a 4-dan para los 26, y los que no lo hagan deben abandonar la escuela. Aquellos recién ascendidos a 3-dan reciben al menos cinco oportunidades de obtener ascenso a la categoría profesional en la Liga de 3-Dan, y cualquier persona menor de 29 años que logre mantener una tasa de victorias superior al 50% en la Liga de 3-Dan tiene permitido quedarse. Cualquier persona mayor de 21 años que caiga de 1-dan a 1-kyū debe lograr la promoción a 1-dan de nuevo en seis meses o dejar la escuela.
En agosto de 2019, la JSA aclaró su posición respecto a jugadoras profesionales de shogi actuales que obtienen un estatus profesional "regular" a través del sistema de escuela de aprendices. La JSA declaró que las jugadoras profesionales de shogi femeninas que califiquen para el estatus profesional "regular" de shogi a través de la liga 3-dan tendrán la opción de conservar su estatus profesional femenino y de continuar participando en torneos femeninos siempre que lo soliciten dentro de las dos semanas posteriores a la fecha en que se les otorgue oficialmente el estatus profesional regular.

### Prueba de admisión profesional
Hay una forma alternativa para que los aficionados obtengan el estatus profesional que se denomina Prueba de Admisión Profesional (プロ編入試験 puro henyū shiken) que fue creada por la JSA en 2006 en respuesta al intento exitoso de un antiguo egresado de 3-dan de la escuela de aprendices de convertirse en profesional. Shōji Segawa no logró obtener el ascenso a profesional de 4-dan antes de cumplir 26 años en 1996, y por tanto se le solicitó que se retirara de la escuela de aprendices de la JSA. Segawa siguió jugando shogi como aficionado y ganó varios torneos nacionales de aficionados, lo que le permitió clasificar para torneos en los que participaban profesionales. El récord de Segawa de 17 victorias y 5 derrotas ante profesionales en estos torneos le llevó a solicitar que la JSA le brindara otra oportunidad de convertirse en profesional. En respuesta, la JSA hizo un arreglo ad hoc de seis juegos para que Segawa se enfrentara a una variedad de oponentes y declaró que se le otorgaría el estatus de profesional de 4-dan si llegaba a ganar tres juegos. Entre los oponentes de Segawa estaban cuatro jugadores profesionales, una jugadora profesional y un 3-dan de la escuela de aprendices. Las partidas se llevaron a cabo entre julio y noviembre de 2005, y Segawa logró su tercera victoria al ganar el quinto juego, el 6 de noviembre de 2005, y la JSA le otorgó el estatus profesional ese mismo día. Décadas antes de Segawa, Motoji Hanamura también pasó una prueba ad hoc para obtener estatus profesional. En 2014, la JSA anunció las calificaciones requeridas para quienes deseen solicitar la Prueba de Admisión Profesional. En julio de 2014, la JSA anunció que había aceptado la solicitud presentada por el aficionado Kenji Imaizumi, un antiguo 3-dan de la escuela de aprendices, de 41 años. Imaizumi se convirtió en el primer aficionado en obtener con éxito el estatus profesional bajo el nuevo sistema en diciembre de 2014. El 25 de febrero de 2020, Shōgo Orita, un exjugador de 3-dan de la escuela de aprendices que tiene un popular canal de YouTube, se convirtió en la segunda persona bajo el nuevo sistema en obtener el estatus profesional, y el cuarto aficionado en general en hacerlo.
En agosto de 2019, la JSA aclaró su posición sobre la prueba en lo que respecta a las jugadoras profesionales de shogi actuales. La JSA declaró que las jugadoras profesionales de shogi que pasen con éxito la prueba para obtener el estatus profesional "regular" de shogi conservarán su estatus profesional femenino y podrán continuar participando en torneos femeninos.

## Jugadoras profesionales

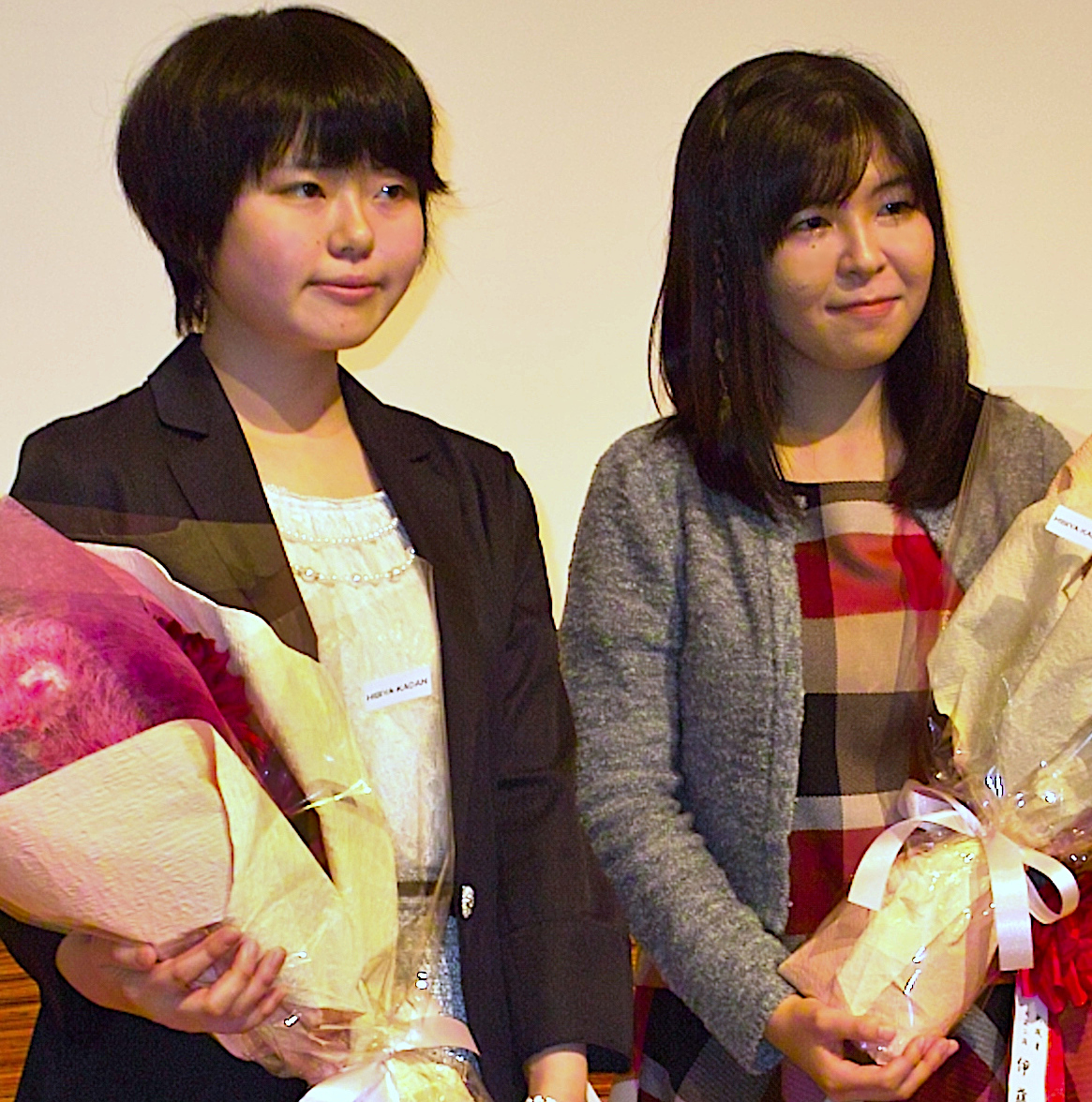
Jugadoras profesionales Momoko Katō 3-dan (izquierda) y Sae Itō 2-dan (derecha)

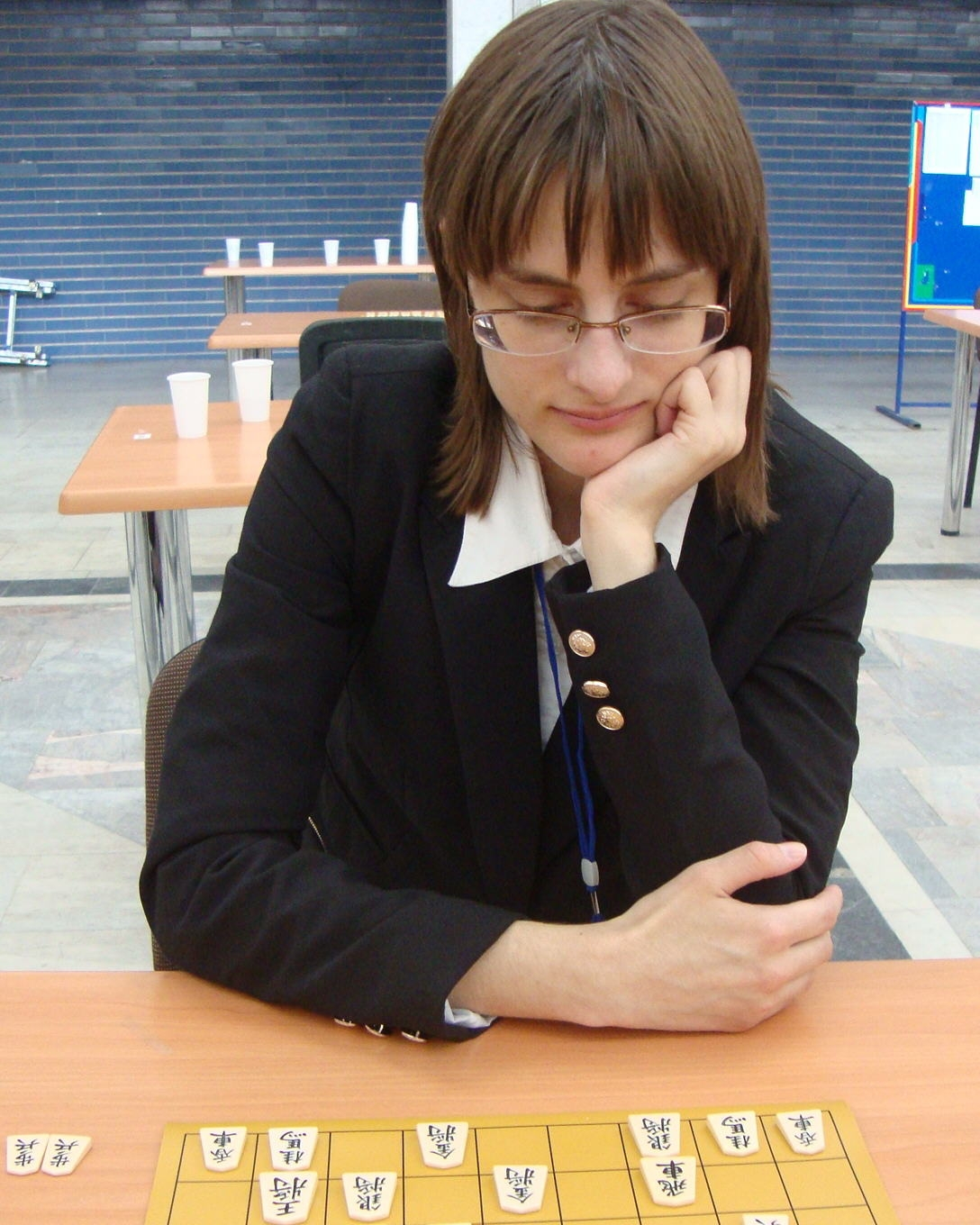
Karolina Styczyńska se convirtió en la primera jugadora de shogi profesional no japonesa en 2017

Las jugadoras profesionales están en grupos distintos de los jugadores profesionales regulares. Actualmente, ninguna mujer ha calificado aún para convertirse en profesional regular, si bien a lo largo de los años, ha habido 20 mujeres aprendices profesionales compitiendo para obtener tal estatus. Actualmente, hay una jugadora aprendiz, Tomoka Nishiyama (西山 朋 佳), que está en la Liga 3-Dan.
Hay dos gremios de jugadoras profesionales. Antes de la creación de los gremios, históricamente a las mujeres no se les permitía convertirse en jugadoras profesionales. : 23 

### JSA
La JSA tiene un sistema separado para jugadoras profesionales (女流 棋士 joryū kishi) y las ranquea desde 3-kyū a 6-dan. Las jugadoras profesionales son clasificadas y ascendidas por la JSA de manera diferente a los profesionales varones (kishi). Para agosto de 2019, había 58 jugadoras profesionales activas de la JSA. Las jugadoras profesionales fuertes son capaces participar en algunos torneos con hombres, pero la mayoría de torneos profesionales están restringidos a profesionales regulares. Con todo, también hay partidas de título importantes y otros torneos exclusivamente femeninos. Muchos de los torneos femeninos también están abiertos al público para jugadoras aficionadas que no sean miembros de la JSA o la LPSA. Hasta la década de 1990, se consideraba que las profesionales más fuertes eran aproximadamente equivalentes a los aprendices de 1- o 2-dan en fuerza de juego. Actualmente, las jugadoras profesionales más fuertes están cerca del nivel profesional, jugando a un nivel equivalente al de aprendices de 3-dan.
Jugadoras aficionadas fuertes de 25 años o menos que deseen convertirse en profesionales femeninas deben ser aceptadas en el Kenshūkai (研修会 "grupo de entrenamiento") de la JSA. A las aficionadas que ascienden a la Clase C1 se les otorga el rango de profesionales provisionales femeninas 3-kyū. Aquellas que alcanzan el rango provisional de 3-kyū tienen dos años para ascender al rango de 2-kyū y así obtener el estatus profesional regular femenino.
Antes de 1984, las profesionales se determinaban por su desempeño en torneos nacionales. A partir de 1984 y hasta marzo de 2009, las aficionadas que aspiraban a convertirse en profesionales competían entre sí en la Liga Femenina de Aprendices Profesionales (女流育成会 joryū ikuseikai), un sistema similar a la Liga de 3-Dan de la Escuela de Aprendices Profesionales. La ganadora de la liga era ascendida a 2-kyū profesional femenino. En abril de 2009, la JSA disolvió este sistema y lo fusionó con el sistema de "grupo de entrenamiento."
Akiko Takojima se unió a la JSA en 1974 convirtiéndose en la primera jugadora profesional. También fue la primera mujer en unirse a la Escuela de Aprendices y alcanzó el 1-dan antes de retirarse. Posteriormente dejó la JSA para unirse a la LPSA.
Naoko Hayashiba se convirtió en la primera profesional en derrotar a un profesional regular en 1991, si bien esto ocurrió en una partida no oficial. Hiroe Nakai se convirtió en la primera profesional en derrotar a un profesional regular en un juego oficial en 1993. : 25 
En febrero de 2017, Karolina Styczyńska se convirtió en la primera no japonesa en recibir el estatus profesional completo cuando fue promovida al rango de 2-kyū profesional femenino.
Las jugadoras profesionales de la JSA tienen su propia asociación voluntaria que opera dentro de la JSA llamada Ladies Professional Players Group (Grupo de Jugadoras Profesionales). La asociación se fundó en 1989 y ayuda a organizar eventos que involucran a jugadoras profesionales de la JSA diseñados para promover la propagación del shogi.

### LPSA
Otras jugadoras profesionales son miembros de la Ladies Professional Shogi Players Association (LPSA; Asociación de Jugadoras Profesionales de Shogi), un gremio profesional de jugadoras profesionales independiente de la JSA. La LPSA se formó en 2007 a raíz de desacuerdos entre las jugadoras profesionales y la JSA respecto al dinero y la gobernanza.

## Torneos
Los jugadores profesionales compiten en varios torneos por títulos, así como en torneos que no ofrecen títulos. Los dos torneos más prestigiosos son los torneos por el título de Meijin y el título de Ryūō. 

### Títulos
Actualmente existen ocho torneos de título importantes. El más antiguo es el Meijin, que históricamente está conectado con el sistema de títulos hereditarios establecido en el siglo XVII durante la época del shogunato Tokugawa y que posteriormente se convirtió en un título de torneo en 1937. El torneo de título más reciente es el Eiō, que se convirtió en torneo de título en 2017.
A continuación se muestran los nombres de los torneos por título junto con los campeones titulares actuales.
| Nombre del título | Nombre en japonés | Poseedor del título |
| ----------------- | ----------------- | ------------------- |
| Meijin            | 名人              | Sōta Fujii          |
| Ryūō              | 竜 王             | Sōta Fujii          |
| Kisei             | 棋聖              | Sōta Fujii          |
| Ōi                | 王位              | Sōta Fujii          |
| Ōza               | 王座              | Takuya Nagase       |
| Kiō               | 棋王              | Sōta Fujii          |
| Ōshō              | 王 将             | Sōta Fujii          |
| Eiō               | 叡 王             | Sōta Fujii          |

### Torneos femeninos
La mayoría de torneos femeninos están abiertos tanto a jugadoras profesionales como a otras jugadoras aficionadas.
A continuación se muestran los nombres de los torneos por título junto con las titulares actuales.
| Nombre del título   | Nombre en japonés | Poseedora del título |
| ------------------- | ----------------- | -------------------- |
| Meijin              | 女流 名人         | Sae Itō              |
| Ōshō                | 女流 王 将        | Tomoka Nishiyama     |
| Ōi                  | 女流 王位         | Kana Satomi          |
| Copa Kurashiki Tōka | 倉 敷 藤 花       | Kana Satomi          |
| Reina               | 女王              | Tomoka Nishiyama     |
| Ōza                 | 女流 王座         | Kana Satomi          |
| Seirei              | 清麗              | Kana Satomi          |
| Hakurei             | 白玲              | Kana Satomi          |

## Shogi por computadora

### Humano versus computadora
En octubre de 2005, se instruyó a los jugadores profesionales de que estaba prohibido jugar partidas públicas contra computadoras sin el permiso de la JSA. La JSA adujo que esto se debió a la creciente habilidad de los programas de software de shogi y preocupaciones de que el que incluso un jugador profesional perdiera frente a una computadora podría dar al público la impresión de que los profesionales "son más débiles que el software." También se creía que la JSA quería tener más control sobre cualquier oportunidad comercial futura asociada con tales partidas, y le estaba pidiendo a "los organizadores que pagaran una tarifa de patrocinio de al menos 100 millones de yenes por partida." Kunio Yonenaga, el presidente de la JSA que instituyó la prohibición, explicó más tarde las razones en una entrevista de 2011 diciendo: "Si un jugador profesional de shogi gana una partida contra una computadora, no es noticia. Pero cuando un profesional pierde, se convierte en un gran asunto."
Desde que entró en vigor tal prohibición se han llevado a cabo varios juegos oficiales entre profesionales y computadores. En marzo de 2007, el campeón vigente del Ryūō, Akira Watanabe, derrotó al programa "Bonanza" en la primera partida oficial desde que se instituyó la prohibición, pero la jugadora profesional Ichiyo Shimizu convirtió en la primera profesional, hombre o mujer, en perder contra una computadora en un juego oficial cuando fue derrotada por "Akara 2010" en octubre de 2010. En enero de 2012, el programa "Bonkras" derrotó al entonces presidente de JSA y retirado ex-Meijin Yonenaga. Shin'ichi Satō se convirtió en el primer profesional varón activo en perder contra una computadora al ser derrotado por el programa "Ponanza" en marzo de 2013, y Hiroyuki Miura fue el primer profesional activo de "Clase A" en perder contra una computadora cuando fue derrotado por el programa "GPS Shogi" en abril de 2013. Miura estaba participando en una partida entre cinco profesionales masculinos en activo y cinco programas informáticos celebrado en marzo y abril de 2013. La partida fue ganada por las computadoras con un resultado de tres victorias, un empate y una derrota. Una segunda partida por equipos se llevó a cabo en marzo y abril de 2014 con las computadoras ganando cuatro de las cinco partidas jugadas. Una tercera partida por equipos se llevó a cabo en marzo y abril de 2015 en la que los profesionales ganaron tres partidas y perdieron dos.
En junio de 2015, se decidió que el formato de partidas por equipos sería reemplazado por un juego en dos partidas (dos días por partida) entre los ganadores de los respectivos torneos clasificatorios humanos y computacionales patrocinados por la JSA y la compañía de telecomunicaciones Dwango. Takayuki Yamasaki y el programa "Ponanza" empezaron la 1.ª Partida Denō Match al mejor de dos partidas en abril de 2016, y Yamasaki perdió el encuentro 2–0.
El 22 de febrero de 2017, la JSA anunció que las partidas "Denou Sen" entre computadoras y jugadores profesionales patrocinados por Dwango terminarían en 2017. Según el presidente de Dwango, "estas serias batallas entre humanos y software han completado su papel histórico." El 1 de abril de 2017, el Meijin Amahiko Satō fue el primer gran campeón reinante en perder un juego oficial ante una computadora cuando perdió el Juego 1 del segundo Denō Match ante el programa escogido, Ponanza.

### Humano versus humano
En octubre de 2016, la JSA anunció nuevas reglas que obligan a los jugadores a mantener sus teléfonos inteligentes u otros dispositivos electrónicos en sus casilleros durante partidas oficiales. Los jugadores también tendrán prohibido salir de los edificios de la JSA en Tokio y Osaka durante partidas oficiales. Según la JSA, las nuevas reglas eran necesarias para evitar que "se haga trampa de alta tecnología" por parte de jugadores que usen aplicaciones de shogi instaladas en los dispositivos mismos o que usen los dispositivos para acceder de forma remota a computadoras personales fuera del sitio para obtener ayuda durante las partidas. La medida se creó en respuesta a la creciente habilidad de los programas de software de shogi en los últimos años, incluyendo una serie de resultados en los que las computadoras han derrotado a jugadores profesionales en partidas oficiales. A medida que los programas de software de shogi se han fortalecido, la cantidad de jugadores que los usan para la preparación de partidas y para el análisis post-partida ha aumentado, lo que ha generado preocupaciones sobre la posibilidad de que se haga trampa durante las partidas. Las nuevas reglas entraron en vigor en diciembre de 2016.
El 10 de febrero de 2017, la JSA anunció que dos jugadores profesionales habían sido los primeros en ser multados por dejar el sitio de la partida en medio de juegos oficiales bajo las nuevas reglas. Los dos jugadores fueron vistos por otros saliendo del lugar de juego durante sus descansos de comida en partidas oficiales celebradas el 7 de febrero y el 8 de febrero de 2016, respectivamente. La JSA multó a cada jugador con el 50% de la cantidad que recibirían como tarifa por el juego y les adivirtió enérgicamente que no volvieran a cometer el mismo error.